# Claudio Marciello
Claudio Rosano Marciello (San Justo; 23 de enero de 1963) es un músico argentino conocido por ser el guitarrista de la banda argentina de heavy metal Almafuerte, desde su fundación en 1995 hasta su separación en 2016, además de poseer una trayectoria como solista. Según la revista Rolling Stone, Marciello se encuentra en el 8° puesto entre los mejores y más virtuosos guitarristas argentinos.

## Biografía
Es oriundo de San Justo, partido de La Matanza. Formó parte de las bandas Mama Split, Tronador, El Reloj y El Expreso, pero alcanzó masiva notoriedad a partir de 1995 cuando Ricardo Iorio lo convocó para formar Almafuerte. Su intervención fue decisiva en esta instancia para definir el sonido del grupo, que más allá del estilo heavy metal ha sabido incursionar en variaciones de folclore o tango. Es el músico que más tiempo trabajó junto a Ricardo Iorio. Publicó cuatro discos solistas.
Sus primeras incursiones en la música se remontan a principios de los años 1970, cuando a la edad de 8 años, yendo con su madre a comprar zapatos para la escuela, escuchó un sonido de guitarra de Carlos Santana, interpretando el tema «Black Magic Woman». Por esos años su hermano mayor integraba un grupo de barrio, situación por la cual tomó contacto con la música. Su primera guitarra la obtuvo como premio por pasar cuarto grado de primaria, el cual estuvo a punto de repetir; su abuela le dijo que lo premiaría y fue el motivo por el cual lo consiguió. Luego de un año de trabajo en una carpintería,a los 15 años pudo comprar su primera guitarra eléctrica, una Ibanez CN 250.Sus grandes influencias, en sus palabras, son Paco de Lucía, Steve Howe, Al Di Meola, Gary Moore, Eddie Van Halen y Luis Salinas.

## Discografía

### Con Tronador
- 1991 - Estallido en la Noche

### ConAlmafuerte
- 1995 - Mundo guanaco
- 1996 - Del entorno
- 1997 - En vida
- 1998 - Almafuerte
- 1998 - Profeta en su tierra
- 1999 - A fondo blanco
- 2001 - Piedra libre
- 2001 - En Vivo Obras 2001
- 2003 - Ultimando
- 2005 - 10 años
- 2006 - Toro y pampa
- 2009 - En Vivo Obras
- 2012 - Trillando la fina
- 2013 - En Vivo Microestadio Malvinas Argentinas 29-12-12

### Como solista
- 2001 - Puesto en marcha
- 2004 - De pie
- 2010 - Identificado
- 2013 - Rock directo
- 2017 - CTM
- 2019 - Crudamente
- 2023 - EMERGENCIA
- 2025 - Vive

### ConRicardo Iorio
- 1997 - Peso argento
- 2008 - Ayer deseo, hoy realidad

## Equipamiento
Se lo identifica con su primera guitarra eléctrica, una Ibanez CN250 de color negro, obtenida en el año 1978. En los primeros años con Almafuerte, solía utilizar una Gibson SG '76 y una "M-P-M" (Marciello, Pache, Mollo), de estilo Stratocaster, la cual fue obsequiada por Ricardo Mollo. A su vez, Marcelo Bray, un luthier amigo de Marciello oriundo de Bahía Blanca, le fabrica guitarras a gusto tales como la CM Pampa 2011, CM Pampa 2012, la CM Bagual; etcétera. También se lo ha visto con guitarras Hammer, Godin, entre otras.
Su equipo principal es un VHT Pitbull con caja 4x12. Su segundo equipo es un Marshall JCM 900.